# Operación RY
La Operación RY fue el plan imperial japonés para invadir y ocupar las islas de Nauru y Banaba en el Pacífico sur durante el conflicto del Pacífico de la Segunda Guerra Mundial. La operación se programó originalmente para ejecutarse en mayo de 1942 inmediatamente después de la Operación MO y antes de la Operación MI, que resultó en la batalla de Midway. La razón principal de la operación fue explotar los suministros de fosfato de las islas. Después de un aplazamiento debido a la interferencia de las fuerzas enemigas, la operación se completó en agosto de 1942.

## Antecedentes
Las islas de Nauru y Banaba estaban aisladas pero eran ricas en depósitos de fosfato; los depósitos se identificaron alrededor de 1900. Nauru estaba bajo el control del mandato australiano, y Banaba era la sede de la colonia británica de las islas Gilbert y Ellice. En ambos lugares, los Comisionados Británicos de Fosfato (BPC) con sede en Melbourne habían llevado a cabo la extracción de fosfato desde 1919, en virtud del Acuerdo de la Isla de Nauru. Los depósitos de fosfato fueron extraídos para hacer fertilizantes, municiones y explosivos.
Los cruceros auxiliares alemanes Orion y Komet hundieron cinco barcos mercantes y bombardearon la isla causando daños a la minería de fosfato, interrumpiendo la producción aliada de fosfato. Después de las redadas, la Junta Naval de la Commonwealth de Australia solicitó que el Almirantazgo británico volviera a desplegar las unidades navales australianas para enfrentar la amenaza que representan los asaltantes. El crucero mercante armado HMAS Manoora llegó a Banaba el 4 de enero de 1941, y los buques de guerra de Australia y Nueva Zelanda mantuvieron una presencia continua frente a las islas durante los meses siguientes. Se desplegó una compañía naval y dos cañoneros de campaña en cada isla. Los ataques también llevaron a la introducción de convoyes entre Australia y Nueva Zelanda.
A finales de febrero de 1942, cuando se temía una invasión japonesa de Nauru y Banaba, el destructor de la Francia Libre Le Triomphant partió de las Nuevas Hébridas para evacuar ambos lugares. El barco llegó el 23 de febrero y completó la evacuación sin incidentes graves.
Aunque la Operación MO fue cancelada el 8 de mayo de 1942 inmediatamente después de la Batalla del Mar del Coral, las fuerzas de la Armada Imperial Japonesa partieron de Rabaul y Bougainville el 11 de mayo para ejecutar la operación RY.

## Primer intento de invasión
El 11 de mayo de 1942, la fuerza de invasión imperial japonesa partió de Rabaul, bajo el mando del contralmirante Shima Kiyohide y compuesta por el crucero Tatsuta, los minadores Okinoshima (buque insignia) y Tsugaru y los destructores Uzuki y Yūzuki, cubiertos por la 5.ª División de Cruceros, bajo el mando del Contraalmirante Takeo Takagi, formado por los cruceros pesados Myōkō y Haguro con los destructores de la 30.ª División de Destructores Ariake, Mochizuki, Shigure y Shiratsuyu. Las tropas de invasión de la 6.ª Fuerza Naval Especial y el Kashima fueron transportadas por los transportes Kinryū Maru y Takahata Maru.
Mientras navegaba por la lluvia en Nueva Irlanda y al oeste de la isla de Buka, el Okinoshima, que había sido dañado por aviones de Yorktown durante la invasión de Tulagi el 4 de mayo de 1942, fue torpedeado a las 04:52 por el submarino S-42 de la Armada de los Estados Unidos (Comandante Oliver G. Kirk) y gravemente dañado. Los escoltas de la fuerza de invasión cerraron el S-42 y la profundidad cargó el área hasta 1130, causando daños. El submarino abandonó el área para regresar a la base en Moreton Bay, Brisbane. El contralmirante Shima transfirió su bandera al Yūzuki al suroeste de la isla de Buka, Bougainville. A las 06:40, el Okinoshima volcó bajo el remolque del Mochizuki en el Canal de San Jorge a 05° 06′S 153° 48′E.
Mientras regresaba a Rabaul después de ser enviado para ayudar en los trabajos de reparación en el Okinoshima, el buque de reparación Shoei Maru fue torpedeado frente al cabo de San Jorge, en Nueva Irlanda, por el S-44. Se hundió a las 1440 a 04° 51′S 152° 54′E.
A pesar de la pérdida del Okinoshima, el resto de las fuerzas japonesas continuaron con la operación. Sin embargo, mientras estas fuerzas estaban en camino, un avión de reconocimiento japonés de Tulagi avistaron a los portaaviones de la Marina de los Estados Unidos USS Enterprise y Hornet en dirección a Nauru. Los dos transportes estadounidenses, actuando sobre la inteligencia obtenida de las comunicaciones japonesas interceptadas, habían sido enviados al área como una finta para tratar de detener la operación japonesa.
La finta fue exitosa. Temiendo la amenaza que representan los transportistas estadounidenses a las fuerzas de RY, que no tenían cobertura aérea, los japoneses cancelaron la operación el 15 de mayo y las fuerzas navales regresaron a Rabaul.

## Segundo intento
Una segunda fuerza de invasión partió de Truk el 26 de agosto de 1942, compuesta por el crucero Yūbari, los destructores Oite, Yūzuki, Ariake, Yūgure y Yūnagi, y el transporte Hakozaki Maru.
Las fuerzas de desembarco aterrizaron en Nauru el 29 de agosto y en Banaba el 30 de agosto sin oposición.

## Ocupación
Las fuerzas japonesas ocuparon las dos islas hasta el final de la guerra, pero se aislaron cada vez más a medida que avanzaba la guerra.
Durante la ocupación japonesa de Nauru, aviones estadounidenses bombardearon repetidamente las instalaciones de la isla.